# ثورة 1934
ثورة 1934 أو الإضراب الثوري العام في إسبانيا 1934 - المعروف أيضًا باسم ثورة أكتوبر 1934 - حركة إضراب ثورية حدثت في الفترة مابين 5 و 19 أكتوبر 1934 خلال فترة السنتين الراديكالية للجمهورية الثانية. خرجت تلك الإضرابات بسبب دخول الاتحاد الإسباني لليمين المستقل (CEDA) في الحكومة الإسبانية. وكانت مدعومة من العديد من أعضاء الحزب الاشتراكي العمالي الإسباني PSOE واتحاد العمال العام UGT أمثال فرانثيسكو لارجو كابييرو وإنداليسيو برييتو وبصورة أقل من الاتحاد الوطني للعمل (CNT) والاتحاد الأيبيري اللاسلطوي (FAI) والحزب الشيوعي الإسباني (PCE). وجادل المؤرخون بأن تلك الأحداث ساهمت في حدة العداء بين اليمين واليسار السياسي في إسبانيا وكان جزءًا من أسباب الحرب الأهلية الإسبانية لاحقا.
ركزت التمردات الرئيسية في كاتالونيا وأستورياس، المنطقة التي وقعت فيها الأحداث الأكثر خطورة. كان من المهم أيضًا في مدينة فيرول الصناعية الجاليكية (كان هناك العديد من الوفيات وعدد كبير من المحتجزين)، في أحواض التعدين في كاستيا لافيخا وفي منطقة ليون والمدن والبلدات في مقاطعة بلد الوليد.

## الخلفية
بعد الانتخابات العامة في 1933، شكل الراديكاليون حكومة برئاسة أليخاندرو ليروكس وبدعم برلماني من  الاتحاد الإسباني لليمين المستقل (CEDA) ذو الأيديولوجية الدينية المحافظة، كونه أكبر الأحزاب في المجلس. إلا أنه في أكتوبر 1934 سحبت سيدا ثقتها من حكومة ليروكس وطالبت بالمشاركة. وبالرغم من مخاوف رئيس الجمهورية ألكالا زامورا بسبب عقيدة جيل روبليس قرر أن يشير إلى ليروكس بإدراج ثلاثة وزراء من سيدا في الحكومة. ولكن ذلك التعيين رفضته الأحزاب اليسارية، وخاصة الحزب الاشتراكي العمالي الإسباني (PSOE) الذي كان ينتظر دعوة مبكرة لإجراء انتخابات عامة.
نالت PSOE في الانتخابات السابقة على 1,627,472 صوتًا أي على 58 مقعدًا؛ بينما نال الراديكاليون على 806,340 صوتًا أي على 104 مقاعد. وبالتالي من أصل 8,535,200 صوتا، كان هناك 3,365,700 لأحزاب اليمين، و2،051،500 لأحزاب الوسط و3,111,000 لأحزاب اليسار. ويعزى هذا الاختلاف إلى تعديل التشريعات الانتخابية الذي دعمته أحزاب الأغلبية آنذاك من بينها PSOE نفسه.
كانت الثورة مدفوعة في جزء كبير منها خوفها من الأحزاب المتمردة من أقصى اليمين، والذي كان ينمو في إسبانيا من خلال أحزاب مثل حزب التجديد الإسباني والكارليين والفلانخي.

## تحضيرات الحركة الثورية

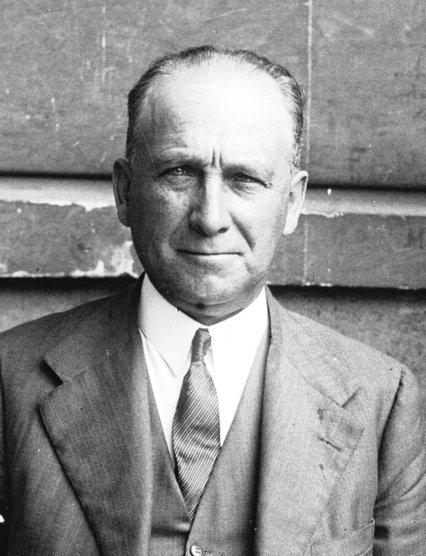
فرانثيسكو لارجو كابييرو

بعد طرد الاشتراكيون من الحكومة في سبتمبر 1933 وما تلاها من تمزق الجمهوريين، وخاصة بعد انتصار اليمين في انتخابات نوفمبر 1933، بدأوا بالتخلي عن «الطريق البرلماني» لتحقيق الاشتراكية واختاروا الطريق الثوري. فلم يعد النضال القانوني والإصلاحي والجمهورية البرلمانية مجديا عند الكثير من الاشتراكيين، مما جعل الثورة الاجتماعية هدفها الوحيد. هذا مابرره في يناير 1934 فرانسيسكو لارجو كاباليرو الزعيم الاشتراكي الذي لعب دور البطولة في هذا التغيير في التوجه:
لكن لكي يكون طريق التمرد «شرعيًا» وفقًا للاشتراكيين، كان عليه أن يكون هناك «استفزاز رجعي»، والذي ربطوه فورًا بدخول CEDA في الحكومة. وهكذا لم يدعي الاشتراكيون بإعلانهم عن الثورة للدفاع عن شرعية الجمهورية ضد هجوم CEDA، ولكن للرد على استفزاز مزعوم من أجل التحرك نحو الاشتراكية، جزئياً كان هذا السبب والسبب الآخر هو أنهم لم يعتقدوا أبدًا أن رئيس الجمهورية والحزب الراديكالي نفسه سيسمحان وصول CEDA إلى الحكومة، فألزموا أنفسهم رسميًا من الكورتيس ومن الصحافة أنه في حالة حدوث ذلك فإنهم سيثورون. وقد تم تعزيز هذا القرار من خلال نشاط الشباب الاشتراكي وأحداث فبراير 1934 في النمسا، عندما قام المستشار الاجتماعي المسيحي [أي ما يعادل حزب سيدا الإسباني] إنغلبرت دولفوس بسحق تمرد اشتراكي بقصف أحياء الطبقة العاملة في فيينا، الأحداث التي فسرها الاشتراكيون الإسبان على أنها تحذير لما يمكن توقعه في حالة وصول سيدا إلى الحكم. ومن الأحداث الأخرى التي أثرت أيضًا على التطرف الاشتراكي كانت وصول هتلر للسلطة بألمانيا في يناير 1933، وظهور العنف الفاشي للفلانخي الإسباني (في يناير 1934 قامت ميليشيا فلانخية بقيادة ماتياس مونتيرو بالاعتداء على العديد من الطلبة عند هجومها على مقر اتحاد المدارس الجامعية اليسارية في FUE بمدريد؛ ثم اغتيال خوانيتا ريكو الاشتراكي في يوليو على أيدي مسلحين من الفلانخيين، والتصريحات العدائية المستمرة لجيل روبليس ضد الديمقراطية لصالح «المفهوم الشمولي للدولة» والمظاهرات الفاشية لشباب العمل الشعبي JAP.
كان الإضراب الثوري العام الذي شكله الاشتراكيون في البداية هو بأقل صوره «شكلًا من أشكال الدفاع عن شرعية الجمهورية ضد الشرعية التي كونتها الوزارة الراديكالية [عند تشكيلها]، والتمرد الدفاعي المتجه لحماية الجماهير العاملة من الفاشية، وتصحيح اتجاه الجمهورية البرجوازية نحو التوجه الثوري الذي لن تتخل عنه الحركة العمالية الإسبانية». وبدا أن التخلي عن الشرعية البرلمانية يكشف تنصل الاشتراكيون من النظام المؤسسي التمثيلي تنصلًا متطابقًا بالذي مارسه الأناركيون في السنوات السابقة.
جرت الخطوة الأولى للاستراتيجية الاشتراكية الجديدة في يناير 1934 عندما قام الزعيم الاشتراكي فرانسيسكو لارجو كاباليرو بالدفاع عن «طريق التمرد» وقام أنصاره بطرد جوليان بيستيرو وغيره من القادة الاشتراكيين الآخرون ممن عارض الاستراتيجية «الثورية» من اللجنة التنفيذية لـ UGT. فاجتمع لدى لارجو كاباليرو في تلك اللحظة مناصب رئيس PSOE مع منصب الأمين العام لUGT بالإضافة إلى كونه القائد الأكثر شهرة من قبل الشباب الاشتراكي.
بمجرد هزيمة أنصار بيستيرو المعتدلين، شكلت لجنة مشتركة برئاسة لارجو كاباليرو وتتألف من ممثلين اثنين من PSOE واثنين من UGT واثنين من الشباب الاشتراكي JAP، ومهمتهم هي تنظيم الإضراب الثوري العام وحركة التمرد المسلحة. وجمعت اللجنة المشتركة على الفور في مدريد وفودًا من المقاطعات، وألقت تعليماتها بتشكيل «لجان ثورية» على المستوى المحلي بتنسيق من مجالس المقاطعات، وقيل لهم إن «انتصار الثورة سيعتمد على المدى الذي تصل إليه والعنف الذي تحدث به». بالإضافة إلى مجموعات لتخريب الخدمات العامة مثل الكهرباء والغاز والهواتف، فإن الميليشيات المكونة من أفراد يكونون أكثر تصميماً والتزاما بتعليمات قادتهم العسكريين.
كلفت اللجنة المشتركة إنداليسيو بريتو بالمهام الرئيسة وهي الإعداد العسكري للحركة وتوفير الأسلحة والقبض على الضباط في الثكنات. "فقدرة بريتو المعترف بها بالعمل، وخاصة مع شبكة علاقات شخصية مكثفة نسجها له نشاطه متعدد الأوجه - صحفي ونائب ووزير - منحه بعض النجاح المبدئي في جذب الموارد المالية وجمع السلاح. لكن انقلب نشاط بريتو إلى فشل مدوي، حين فشل بجذب ضباط الجيش للتمرد، كما أنه لم يتمكن من نقل الأسلحة إلى "اللجان الثورية". بالإضافة إلى أن مستودعات السلاح الثلاث المهمة في مدريد قد اكتشفها رجال الشرطة. ومنع الحرس المدني في منتصف سبتمبر 1934 من ادخال أسلحة إلى أستورياس كانت مخبأة في السفينة الفيروزية.
من ناحية أخرى دعم الاشتراكيون إنشاء تحالفات عمالية تم فيها دمج المنظمات البروليتارية الصغيرة، مثل اليسار الشيوعي أو كتلة العمال والمزارعين وهي التي أول من اقترح فكرة تشكيل تحالفات مناهضة للفاشية، ولكن ليس الاتحاد الوطني للعمل (CNT).
بدأت الفرصة بالتمرد بعد انتهاء الإجازة البرلمانية في 1 أكتوبر 1934، عندما أبلغت CEDA بأنها ستسحب دعمها لحكومة ريكاردو سامبر يمين الوسط مالم تكن جزءًا من الحكومة. أوكل ألكالا زامورا حل الأزمة إلى زعيم الحزب الجمهوري الراديكالي أليخاندرو ليروكس الذي وافق على مطلب سيدا وشكل الحكومة الجديدة في 4 أكتوبر مع ضم ثلاثة وزراء منهم. فأعلنت في نفس اليوم اللجنة الاشتراكية المتحدة الإضراب الثوري العام الذي يبدأ في الساعة 0 من يوم 5 أكتوبر. امتنع CNT الذي لعب دور البطولة في التمرد الأناركي في ديسمبر 1933 عن دعم الدعوة باستثناء منطقة أستوريا.

## توسع الإضراب الثوري

### الثورة في مدريد والأندلس وإكستريمادورا ولا مانشا وأراغون
أعلنت UGT إضرابا عاما في مدريد من منتصف ليل 4-5 أكتوبر واستمرت ثمانية أيام، وواصلت CNT رفضها بالمساهمة. ولكن ومع ازدياد أعداد المضربين إلا أن التمرد قد فشل، وسيطرت حكومة الجمهورية على الأوضاع بسهولة نسبية خلال ساعتين بعد محاولة الانقلابيين الخجولة لاحتلال مقر رئاسة الحكومة وغيرها من مقار السلطة. وعادت إلى مدريد حياتها الطبيعية يوم 12 أكتوبر. سبب فشل التمرد في مدريد هو عدم وجود استعداد "عسكري" له (ربما ثقتهم الساذجة بأن جنود حامية مدريد سينضمون إلى التمرد)، بالإضافة إلى عدم معرفتهم كيفية تحويل الإضراب إلى تمرد، على الرغم من أن مقر اللجنة الاشتراكية المتحدة في مدريد. "بدا أن المضربين في العاصمة يواجهون فيه مصيرهم الغامض بدون ان يكون هناك جيش تمرد لقيادته. إذن كان هناك عمال مضربون وجماعات شباب نشطة للغاية، ولكن لم تكن هناك حركة تمرد. وكما أشار سانتوس جوليا:"لم يكن المتمردون يعرفون ماذا يفعلون بأسلحتهم ورشاشاتهم ولا المضربون ماذا يفعلون بإضرابهم ... بينما عاد الزعماء إلى ديارهم انتظارا لوصول الشرطة".
وفي الملكيات الزراعية (أندلسيا وإكستريمادورا ولا مانشا) لم يتمكن عمال اليومية من دعم الإضراب الجديد، فقد أنهكهم قمع الحكومة العنيف عند إضرابهم في يونيو. إذن غابت تلك المناطق الثلاث بقوة عن ثورة أكتوبر، رغم أنه في بعض الأماكن كان هناك بعض محاولات التمرد. وهذا هو الحال بالنسبة لسكان فياروبليدو في الباسيتي (حيث استولى رتل من الفلاحين على الكازينو حيث قاوموا حتى عرفوا بفشل مدريد، فانتحر زعيمهم أمين لجنة التحكيم المختلطة، في حين غنى رفاقه نشيد الأممية)، أو من الجزيرة الخضراء وبرادو ديل ري في مقاطعة قادس ولا كارولينا في مقاطعة جيان وتيبا في مقاطعة مالقة. في كل منهم كانت هناك اشتباكات مع الحرس المدني، واعتداءات على بلديات المدينة وحرق المجالس والكنائس.
وأيضا سبب الفشل في أراغون هو نفسه في إكستريمادورا والأندلس ولا مانشا: القمع الحكومي لإضراب الفلاحين في يونيو. وبالإضافةإلى عدم انضمام CNT إلى الحركة المنهكة بعد إضرابها الأخير في أبريل ومايو 1934 والذي استمر ستة وثلاثين يومًا، بالإضافة إلى أنه وفقًا للاتحاد المحلي لنقابات العمال والذي ضم حوالي عشرين ألف مشترك، وضع المشروع الاشتراكي لغزو السلطة لمحاربة الرأسمالية والفاشية. نالت دعوة الإضراب قليلا من الدعم من قطاعات العمال الاشتراكيين في سرقسطة، حيث كانت CNT مهيمنة، وفي حوض التعدين بطرويل. وإن كان هناك بعض التمرد في مايين وطرسونة، احتل الأهالي فيها البلدية ورفعوا العلم الأحمر على شرفاتها وحاصرت ثكنات الحرس المدني، وفي منطقة فلل سينكو حيث استغرقت الحكومة أربعة أيام لإنهاء التمرد.

### الثورة في نافارا ولاريوخا وبلنسية وبالياريس وكانتابريا وكاستيلا وليون

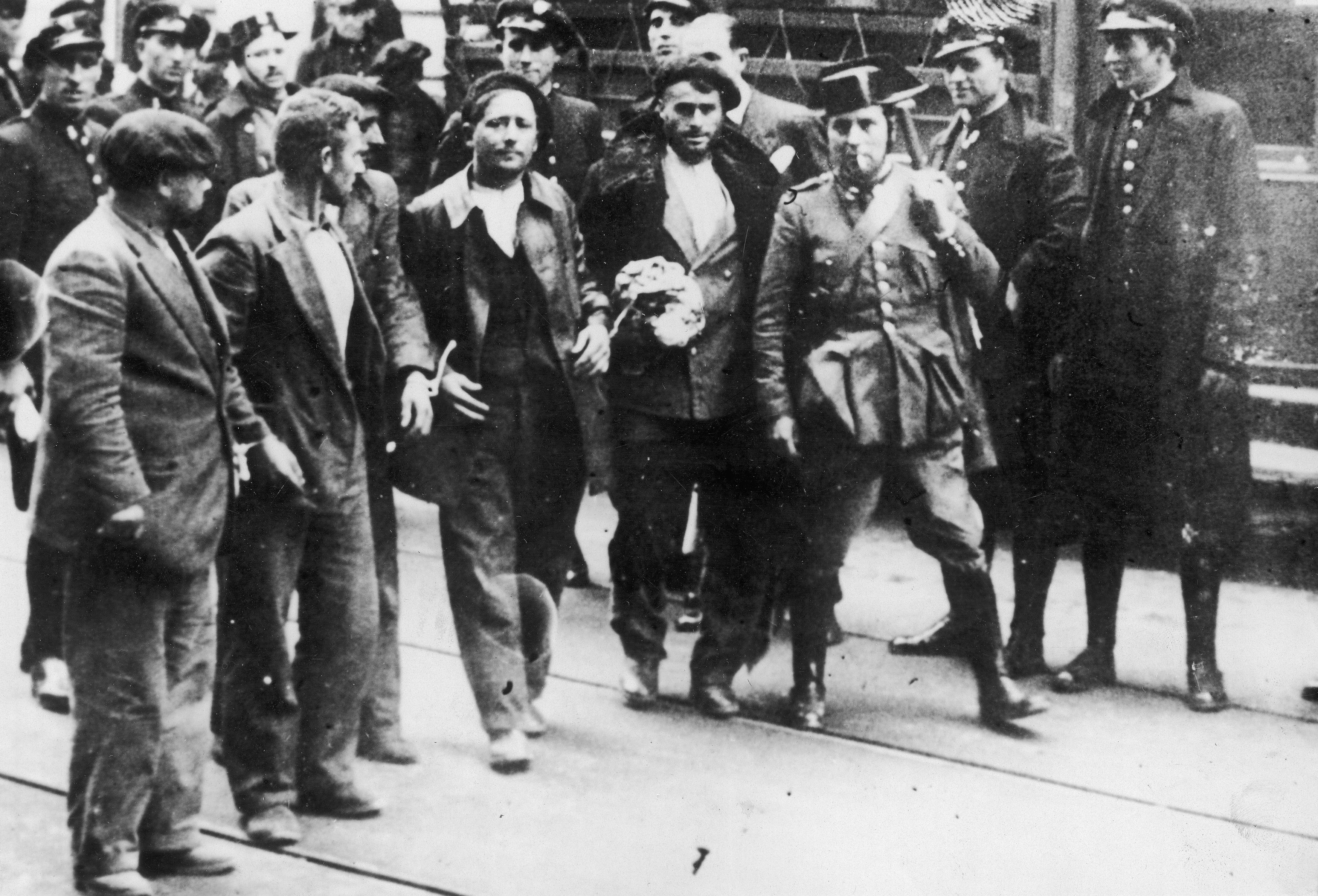
سجناء الحرس المدني والاقتحام في أستوريا)

وأيضاً كان قمع إضراب يونيو من الأمور الحاسمة بفشل التمرد في لاريوخا، حيث جرت مواجهة عنيفة مع الحرس المدني في كاسالارينا فقط وبعض الاستعداء في لوغرونيو. وفي نافارا حيث ظهرت الاحتجاجات بأشكال قديمة، مثل تدمير الآلات الزراعة وحرق الحظائر، لأنه في هذه المنطقة كان هناك سبعة آلاف فلاح محتجز أو مرحل. في مدن بامبلونا وتافالا والساسوا (حيث سقطت ضحية في المقاطعة: في اليوم الثامن من الاضراب، جرت اشتباك مع الحرس المدني حيث قتل أحد المهاجمين) وجرت في تطيلة بعض المتابعة للاضراب، ورافقها تخريب لبعض السكك الحديدية وخطوط الكهرباء والهاتف.
وفي منطقة بلنسية حيث أطاحت نقابة UGT بـ CNT سنة 1934 لتكون القوة النقابية الأولى، فأعلنت عن الإضراب العام في أهم مراكزها الحضرية، مما أدى إلى اشتباكات مسلحة مع قوات إنفاذ القانون خاصة في الجنوب (لقنت وإلدا ونوفيلدا وألش وبليانة وأماكن أخرى). في مدينة بلنسية كان لعمال الميناء مكانة مميزة. وأعلن عن الشيوعية الأناركية في مدينة ألكوديا دي كارليت القريبة.
وفي جزر البليار المتأثرة من الأحداث الناجمة عن الانتفاضة في برشلونة، جرى فيها هجومان تمرديان في يوتشمايور وماناكور، ولكن التمرد «توقف في 6 و 7 أكتوبر، وبالنظر إلى الحركة في بالما كانت هادئة بسبب التأثير الحاسم الذي أوقف تمرد كاتالونيا، فأعطيت ليلة الأحد اشعار العودة إلى العمل».
وفي كانتابريا وقع الإضراب الثوري من يوم 5 إلى 16. على الرغم من وقوع اشتباكات مع الحرس المدني والشرطة في ميناء سانتاندير وفي مصنع نويفا مونتانا، إلا أن بؤرة التوتر كانت في المنطقة الصناعية في توريلافيجا وحوض بيسايا. وجرت معارك في توريلافيجا لوس كورالس دي بويلنا وفي راينوسا حيث استخدمت الحكومة الجيش مع القوات المرسلة من بورغوس. لم تعود الحياة الطبيعية إلى توريلافيجا حتى الثامن عشر، وكانت محصلة الضحايا هو أحد عشر قتيلا في المنطقة.
وجرت أيضا اشتباكات مسلحة في مناطق التعدين في شمال قشتالة وليون في كل من بالنثيا وليون. وفي بارولو دي سانتولان  احتل عمال المناجم مقر الحرس المدني، فكان من الضروري استخدام المدفعية لقمع التمرد. وفي غواردو أشعلت النيران في ثكنات الحرس المدني واحتل مبنى البلدية حيث سجن الحراس المدنيين ومديري شركات التعدين، فقامت اللجنة الثورية برئاسة العمدة بتنظيم اقتصاد اشتراكي فمنعت النقود وعوضتها بإصدار قسائم بدلاً عن ذلك. كان على الحكومة اللجوء مرة أخرى إلى المدفعية والطيران لإنهاء التمرد. احتلت البلدة كتيبة العجلات بالنسيا.
ارتبط التمرد في منطقة التعدين في ليون بثورة أستورياس، حيث كانت الخطة هي بمجرد السيطرة على ثكنات الحرس المدني وبلدية المدينة، تقوم بتسوير المدينة واحتلالها. لكن المشروع فشل لأن المتمردين الأستوريين لم يتمكنوا من إرسال تعزيزات وبسبب العمل الحازم لحاكم ليون المدني. لذا كثفت الثورة على المستوى المحلي، حيث تم إعلان «الجمهورية الاشتراكية» في «مدن مثل فيابلينو وبيمبري وسابيرو» وتم تطبيق اقتصاد حرب بدائي وفقًا لاحتياجات «الجيش الثوري» الذي تم تنظيمه.
خارج مناطق التعدين في بلنسية وليون، كانت هناك بعض الاشتباكات مع الحرس المدني في مدينا ديل كامبو ومدينا دي ريزيكو وتوديلا دي دويرو.

### ثورة في الباسك
بعد أستورياس وكاتالونيا، فإن المكان الذي جرت فيه أخطر أحداث أكتوبر 1934 كان في إقليم الباسك. حيث استمر الاضراب الثوري فيها مدة إسبوع (من 5 إلى 12 أكتوبر)، وسقط فيها 40 قتيلا (معظمهم من الثوار) من بينهم المتشدد الكارلي مارسيلينو أوريخا إيسيجوي نائب فيزكايا في سنة 1931 و 1933 الذي قتل في موندراغون مما صدم بلاد الباسك بأكملها.
فسرت القيمة التي منحها الاشتراكيون لبلاد الباسك لانتصار الثورة في جميع أنحاء إسبانيا بالأهمية الاستراتيجية لمنطقة بلباو وإيبار الصناعية والتعدين، وهما المركز الرئيسي لتصنيع الأسلحة في البلاد (حوالي ثلاثين مصنعا، اثنان منهم تعاونيات اشتراكية)، بالإضافة إلى وزن الباسك كونها إحدى المعاقل التاريخية للاشتراكية الإسبانية والقاعدة السياسية لإنداليسيو بريتو، أحد قادة حركة التمرد. ومع ذلك لا يستطع الاشتراكيون الاعتماد على الحزب القومي الباسكي (PNV)، أول حزب للباسك بعد انتخابات نوفمبر 1933، ولا مع اتحاد تضامن عمال الباسك (SOV) لأنهما منظمتان كاثوليكيتان تتعارضان مع فكرة الاشتراكية. لذا بمجرد أن بدأ التمرد أمر الحزب القومي الباسكي أعضائه «بالامتناع عن المشاركة في أي نوع من أنواع الحركة والاهتمام بأوامر السلطات إذا لزم الأمر».
على الرغم من ضعف تأثير الإضراب الثوري العام في ألافا الذي دعا إليه الاشتراكيون، إلا أنه في بيسكاي وغيبوثكوا كان هناك إضراب ثوري استمر بين 5 و 12 أكتوبر، وفي بعض الأماكن مثل مناجم بيسكاي، واستمر الصراع حتى يوم الاثنين 15 أكتوبر.
أدى تدخل الحرس المدني وحرس الاقتحام والجيش إلى خنق الثورة بعدد لايقل عن أربعين قتيلاً، بمن فيهم بعض القادة الكارليين المحليين في إيبار وموندراغون والنائب التقليدي مارسيلينو أوريخا إيسيجوي الذين قتلوا على يد يساريين، بالإضافة إلى عدد من المضربين الذين قتلوا في اشتباكات مسلحة.

### إعلان الدولة الفدرالية الكاتالونية
من برشلونة أعلنت حكومة كتالونيا برئاسة لويس كومبنيس من اليسار الجمهوري لكتالونيا (ERC) عن الدولة الكاتالونية داخل الجمهورية الإسبانية الفدرالية ليلة 6-7 أكتوبر. دفع هذا الإعلان الحكومة المركزية في مدريد إلى أن تعلن الأحكام العرفية في اليوم التالي، التي نشرت في الجريدة الرسمية لوزارة الحرب وتدخل الجيش بقيادة الجنرال دومينغو باتيت الذي سيطر بسرعة على الوضع - في توفي حوالي أربعين شخصًا - وتمكن من القبض على كومبنيس، وعلقت الحكومة المركزية الحكم الذاتي الكاتالوني وعينت أيضًا مجلس حكومة كتالونيا بدلا من حكومة خينيرال وشارك فيها زعماء مختلفون من المجموعة الإقليمية والحزب الجمهوري الراديكالي. ألقي القبض على أثانيا الذي كان في برشلونة لحضور جنازة أحد وزرائه السابقين.

### ثورة أستوريا
في أستورياس حافظ CNT على موقف أكثر ليونة لتشكيل تحالفات العمال أكثر من أي منطقة أخرى في إسبانيا. وبهذه الطريقة وقع مع UGT على اتفاقية في مارس ووافق عليها اتحاد FSA–PSOE في أستورياس، لتشكيل تحالف العمال المتجسد في UHP الذي ظهر في الشهر السابق. وانضم إلى UHP منظمات عمالية أخرى مثل BOC واليسار الشيوعي وأخيراً PCE.
كان لدى عمال المناجم أسلحة وديناميت وكانت الثورة منظمة تنظيما جيدا. أعلنت جمهورية أستوريان الاشتراكية في خيخون وتعرضت مراكز الحرس المدني والكنائس ومجالس البلديات وغيرها لهجوم، وخلال ثلاثة أيام كانت جميع أستورياس تقريباً بيد عمال المناجم، بما في ذلك مصانع الأسلحة في تروبيا ولا فيغا. وفي غضون عشرة أيام شكل حوالي 30,000 عامل جيش أستوريان الأحمر. كانت هناك أعمال نهب وعنف لا تعزى إلى التنظيم الثوري. لكن القمع كان قويا جدا بحيث وجد الثوار مقاومة من الحكومة اعتبرت أن الثورة هي حرب أهلية على كل الحكم، ولا يزالون غير مدركين أن عمال المناجم بدأوا بالتفكير من ميريس باحتمال مسيرة إلى مدريد.
تبنت الحكومة سلسلة من التدابير القوية. بناءً على طلب جيل روبليس الذي أبلغ ليروكس بأنه لا يثق برئيس الأركان الجنرال مسكويليت، فاستدعت هيئة الأركان العامة في مدريد الجنرالان جودد وفرانكو (الذين كان لديهم خبرة بعد أن شاركوا في قمع الإضراب العام سنة 1917 في أستورياس) لقمع التمرد. فأوصى الجنرالان بإحضار قوات الفيلق والقوات الأهلية النظامية من المغرب، فقبلت الحكومة المقترح. وبرر ديغو هيدالغو وزير الحرب رسميًا استخدام قوات المرتزقة هذه، في أنه كان قلقًا بشأن بديل المجندين الشباب في شبه الجزيرة الذين يموتون في المواجهات، وبالتالي فالحل يبدو مقبولا جدا لاعتماده.
تعرضت أوفييدو للدمار خلال ثورة 1934، فقد احترقت الجامعة التي احتفظت مكتبتها برصيد ببليوغرافي ذا قيمة استثنائية لا يمكن استردادها، وكذلك أحرق مسرح كامبوامور. كما تم إحياء الغرفة المقدسة في الكاتدرائية عندما اختفت منها آثار مهمة كانت قد نقلت إلى أوفيدو عندما تم قطعها من جنوب إسبانيا.
ذهب الجنرال إدواردو لوبيز أوتشوا قائد القوات الحكومية لدعم القوات المحاصرة في أوفييدو، ومعه العقيد خوان ياجوي بفيلقه مدعوما من الطيران. كان القمع اللاحق صعباً للغاية.
وأيضا جرت أحداث خطيرة في حوض تعدين بالانتين. ففي 5 أكتوبر استولى عمال المناجم في بارولو دي سانتولان على السلاح وسيطروا على البلدة، مما تسبب في وفاة مقدم واثنين من الحرس المدني بالإضافة إلى مدير مدرسة. كما توفي العمدة الاشتراكي وأربعة من عمال المناجم. وفي غواردو قام عمال المناجم بالاعتداء على مقر الحرس المدني وأضرموا النار فيه؛ وقتل عميل خلال الاشتباكات. تسبب وصول الجيش في هروب الثوار إلى الجبال، ثم استسلامهم بعد ذلك إلى السلطات. أما في بقية إسبانيا فقد كانت هناك بعض الحوادث التي قمعها إنفاذ القانون الجمهوري بسرعة.
تشير التقديرات إلى أنه خلال خمسة عشر يومًا من الثورة ، كان هناك ما بين 1500 و 2000 قتيلاً في جميع أنحاء إسبانيا (على الرغم من أن بعض المؤلفين يتحدثون عن 1000 وما يصل إلى 4000) منهم حوالي 320 من الحرس المدني وحرس الاقتحام وحرس الحدود؛ وحوالي 35 قس. تم تدمير مدينة أوفييدو تقريبا ، ويقدر أنه ألقي القبض على ما بين 15,000 إلى 30,000 شخص ومقاضاتهم في جميع أنحاء إسبانيا لمشاركتهم في الثورة. من الصعب التحقق من البيانات بسبب الرقابة القوية التي تم تطبيقها.

## تفسير اليمين لثورة 1934
في وصف أحداث أكتوبر وخاصة تلك التي وقعت في أستورياس، فقد مالت أحزاب وصحف اليمين (مثل ABC المتحدثة باسم اليمين المناهض للجمهورية والموريين وحزب التجديد الإسباني وصحيفة El Debate المرتبطة باليمين الكاثوليكي المتوافق في السيدا) إلى استخدام مخططات أسطورية-رمزية في وصف الثوار على أنهم وحوش يشبهون البشر وغريزتهم الوحيدة هي القتل والتدمير فقط، لذلك فمصيرهم هو الموت أو السجن. واستخدمت أيضا صحيفة El Sol الليبرالية هذا التعبير، التي ترحمت على أولئك الذين تصرفوا كرجال مع "الوحوش القادرة على الأعمال العنيفة التي لا يمكن للمحلل تخيلها. ولم تطلب El Sol سوى العقاب الصارم لهم، وقالت جريدة ABC في 16 أكتوبر في وصف المتمردون الأستوريون بأن "إسبانيا أمام قائمة جرائم شهدتها لمدة ثلاث سنوات. من كاستيلبلانكو إلى أستورياس... فحسن إدارة إسبانيا التي هي واضحة المعالم ونظرة ثاقبة لن تترك البلد أبدًا لهؤلاء الحثالة والعفن ومجمع القمامة التي تكتنف أحشاءهم بذبح أولئك النساء والأطفال. إنهم مثيرو للاشمئزاز الذين لايستحقون أن يكونوا إسبانًا أو بشرًا" (16 أكتوبر).
أما بالنسبة للحقائق، خاصة من كان موجودا في أستورياس فقد اعتبرهم اليمين مجرد شغف للتدمير، خاصةً في أكثر الأماكن الإسبانية قدسية واحترام - في إشارة إلى كاتدرائية أوفييدو وحرم الجامعة -. ووصفتها ABC في طبعاتها في 10 و 17 أكتوبر بأنها «وحشية ومتعطشة للدماء ومدمرة»، والتي كان مخرجوها يمتلكون «غرائز دنيئة للمادية الأكثر إثارة للاشمئزاز»، وهم من أتى بجرائم التخريب التي شكلت «انفجار ماركسي مروع».
وفي البرلمان وفقًا لـ ABC «كانت هناك روح إسبانية متكاملة» في 9 أكتوبر، وبالتحديد عندما حضر اليمين فقط الجلسة. ففي الكورتيس عرف خوسيه كالفو سوتيلو زعيم اليمين في التجديد الإسباني الوطن بأنه «أكثر من أرض وأكثر من مجتمع اصطلاحي»؛ إن هذا أكثر «تراثًا أخلاقيًا للتقاليد والمؤسسات والمبادئ والجوهر». وبالتالي تُفهم الأحداث الثورية على أنها ضرر يمس إسبانيا وخيانة للوطن، تستورد من «الصحافة النتنة المعادية للوطن». وبانتصار إسبانيا على تلك الثورة فإنها تستعيد نفسها.

## الإعتبارات
ناقش التاريخ الكثير حول تلك الأحداث. وأشار بعض المؤلفين إلى أهمية هذه الأحداث في الحرب الأهلية الإسبانية اللاحقة سنة 1936. إلا إن المؤرخين الأحدث استبعدوا اعتبار ثورة أكتوبر هي المقدمة أو المعركة الأولى للحرب الأهلية. ومقترح أنه بسبب تمرد أكتوبر فإن أي احتمال للتعايش الدستوري في إسبانيا هو كسر التمرد العمالي وهزيمته وقمعه بواسطة النظام الجمهوري «تمهيد» أو «المعركة الأولى» للحرب الأهلية. دأبت الجمهورية على قمع التمرد وفرضت النظام الشرعي عليه. فترك كل من الأناركيين والاشتراكيين بعد أكتوبر 1934 الطريق التمرد وانعدمت فرص المحاولة مرة أخرى في 1936 تقريبا بسبب انقسام وضعف منظماتهم الشديد.
وذكر المؤرخ الأمريكي غابرييل جاكسون في كتابه المعنون «الجمهورية الإسبانية والحرب الأهلية» (1931-1939)، الذي نشر سنة 1965 بأن تلك الأحداث زادت من الكراهية واستقطاب ثنائي الاتجاه للسياسة الإسبانية بين الثوريين والمحافظين، وانتهت تلك التوترات بقيادة الجمهوريين القلائل الذين حاولوا الحفاظ على شرعية الجمهورية الإسبانية الثانية. لدى هيو توماس رأي مشابه (الكتاب الأول - الفصل 10).
أما الأمريكي ستانلي جي. باين فانكر هذا االصياغ في العديد من أعماله، مشيرًا إلى أن مايسمى بالجمهوريين - ليس المتجسدين فقط في حزب أليخاندرو ليروكس الجمهوري الراديكالي ولكن في تحالف مانويل أثانيا اليساري الجمهوري - ربما كانوا مسؤولين عن سقوط الجمهورية الإسبانية الثانية لتعاونهم وبدون تحفظ، مع أكثر الفصائل تطرفًا وعدداً وثورية في ذلك الوقت - ممثلة في الحزب الاشتراكي العمالي الإسباني - الذين أتيح لهم جميع أنواع التجاوزات على الرغم من تعاونهم المؤكد في ثورة أكتوبر.
وهناك العديد من المؤلفين الذين ألقوا محاضرات عن أكتوبر 1934 وعواقبها بمواقف سياسية مختلفة للغاية: خواكين أراراس وخوان أ.سايكو وريكاردو دي لا سييرفا وأنخيل بالومينو وباول برستون ومانويل تونيون دي لارا وغيرهم، حول تحرك رد الفعل العفوي للجماهير العاملة والثورية ضد البروز المتوقع لقوة المحافظين متمثلة في الاتحاد الإسباني لليمين المستقل (CEDA) بقيادة خوسيه ماريا جيل روبليس، الفائز بأغلبية بسيطة في الانتخابات الإسبانية العامة 1933. وقد ذكر باول برستون حول تلك الثورة: «برزت سيدا منذ الانتخابات الأخيرة في نوفمبر 1933 أكبر حزب ممثل في الكورتيس، وقد تم تفسير أحداث تلك الثورة على أنها رفض اليسار المتعمد لقواعد التعايش الديمقراطي في إسبانيا، وفقًا لهذا التأويل، فإن الأنانية قضت على اليسار الذي حاول أن يحقق بالعنف مارفضه التصويت، وتسبب هذا في فقدان اليمين إيمانه بقدرات الشرعية وإرغامه بالدفاع عن مصالحه بوسائل أخرى.»
ويقول المؤرخ سانتوس خوليا حرفيا:"أعلن الاشتراكيون بعد الجولة الانتخابية الثانية التي أكدت انتصار الحزب الراديكالي و CEDA، بأنهم كما في الأيام الخوالي زمن بابلو إغليسياس أنهم سيتوجهون نحو الثورة إذا استفزهم اليمين. ويجب أن يكون الاستفزاز قد صدق بمواجهة برييتو عندما وعد جيل روبليس في النقاش الدائر حول الإعلان الوزاري بدعمه للحزب الراديكالي وادعى حقه في الحكم "عندما تصل اللحظة"(..) إن هزيمة الجمهورية والقمع الذي لا هوادة فيه على أولئك الذين حملوا السلاح في دفاعهم قد وضع حدا بين الاشتراكيين، وبتقاليدهم بأن الثورة هي ضرورة تاريخية لابد منها والتي كان من الضروري الاستعداد لها من الطبقة العاملة: أبرز قادة ثورة أكتوبر أحدهم رئيس وزراء والآخر وزير في الحرب ، لم يفكروا مرة أخرى بالعودة إلى السلاح لاستعادة السلطة ولكنهم اعترفوا بخطأهم بالمشاركة في تلك الأحداث. كان هذا هو حال إندالسيو برييتو الذي كان نشطًا جدًا بين المنفيين في المكسيك، عندما أقر في 1942 بأنه أذنب في "ضميره وإلى الحزب الاشتراكي وإسبانيا ككل لمشاركته (في) تلك الحركة الثورية".